# Economía de Guam
La economía de Guam o Guaján depende de manera significativa de los ingresos por el turismo y del gasto en defensa militar de Estados Unidos. En los últimos 20 años, la industria turística ha crecido rápidamente, dando lugar a un auge en la construcción de nuevos hoteles, campos de golf y atracciones turísticas. Más de 1,1 millones de turistas visitan Guam cada año, de los que más de 1 millón provienen de Japón y 150.000 de Corea del Sur.
Los principales socios comerciales de Guam como importadores incluyen a Singapur, Corea del Sur, Japón y Hong Kong. Singapur representa más de la mitad de las importaciones de Guam. Entre los productos más adquiridos se encuentran el petróleo, bienes manufacturados y comida.
Con relación a las exportaciones, los principales productos incluyen productos de petróleo refinado, pescado, alimentos, materiales de construcción, entre otros. Entre los importadores de productos guameños están Japón, Singapur y el Reino Unido. Japón compra más del 65% de las exportaciones de Guam.
El PIB de Guam es de 4,05 mil millones de dólares (estimado 2010), significando un ingreso per cápita de 25.420 dólares. El gasto público aporta cerca del 63% del PIB.